# Сигма Большого Пса
Сигма Большого Пса, (σ Большого Пса, Sigma Canis Majoris, сокращ. Sig CMa, σ CMa), также имеющая собственное имя — Унургуните (Unurgunite) — звезда в южном созвездии Большого Пса. Из измерений параллакса, полученных во время миссии Hipparcos, известно, что звезда удалена примерно на 1 120 св. лет (340 пк.) от Солнца. Звезда имеет видимую звёздную величину +3.47m.

## Имя звезды
σ Canis Majoris (латинизированный вариант Sigma Canis Majoris) является обозначением Байера.
Сигма Большого Пса носит традиционное название Унургуните. Название происходит из языка бурунгов, клана коренного народа малигунджи, живущего на северо-западе штата Виктория в Австралии, которые видели в нёй фигуру-предка, сражающегося с Луной, в окружении своих жён (звёзды Дельта и Эпсилон Большого Пса).
В 2016 году Международный астрономический союз организовал Рабочую группу при МАС по звёздным именам (WGSN) для каталогизации и стандартизации имён собственных звёзд. WGSN утвердил название Unurgunite для этой звезды 5 сентября 2017 года, и теперь оно включено в Список утверждённых МАС звёздных имён.

## Свойства
Сигма Большого Пса — сверхгигант спектрального типа K4III, она принадлежит к тому типу звёзд, которые находится на поздних стадиях своего развития. Сама звезда начинала свою жизнь как горячий карлик спектрального класса B0.5 около 17 миллионов лет назад
Сигма Большого Пса закончила «горение» водорода в своём ядре от 300 000 до 1,5 миллионов лет назад (в зависимости от своего текущего состояния), причём звёздный ветер унёс почти половину солнечной массы звезды.
Сейчас термоядерный синтез идёт только во внешних оболочках звезды, способствуя её расширению. Таким образом, звезда увеличилась в размере в 420 раз больше радиуса Солнца, то есть её радиус будет 1.95 а. е., что почти вдвое больше среднего расстояния от Земли до Солнца (несколько больше орбиты Марса). В настоящее время звезда излучает почти в 32 000 раз больше энергии, чем Солнце, при эффективной температуре около 3 877 К, что придаёт ей холодный оранжево-красный оттенок звезды М-типа.

### Переменность
Сигма Большого Пса была отмечена как вероятная переменная звезда в перечне ярких южных звёзд, изучаемых в Южноафриканской астрономической обсерватории. Её переменность была подтверждена в 1963 году, и она была официально внесена в каталог как переменная звезда. Звезда классифицируется как медленная неправильная переменная типа LC, и её яркость колеблется между величинами +2,75m и +3,02m. Магнитное поле звезды имеет напряжённость ниже 1 Гс.
Предполагается, что звезда является членом рассеянного звёздного скопления Коллиндер 121 (к которому также принадлежат Везен и Омикрон1 Большого Пса), в котором звёзды движутся совместно, но эта принадлежность оспаривается.

### Кандидат в сверхновые
Сигма Большого Пса также считается возможным кандидатом в сверхновые типа II. Современные приборы способны измерять поток нейтрино перед взрывом сверхновой, что может служить предупреждением о начале взрыва.

### Возможный компаньон
Рядом с Сигмой Большого Пса может «наблюдаться» спутник 14-й величины, который находится всего в 10 секундах дуги, то есть это карлик спектрального класса K2, находящийся на расстоянии не менее чем 3 700 а.е. Ему требуется не менее 66 000 лет чтобы сделать один оборот по своей орбите. Однако наблюдения относительного движения за четверть века убедительно свидетельствует о том, что они, скорее всего, не связаны физически, а просто лежат на линии прямой видимости.